# Téra
Téra és un municipi del Níger, la capital del departament de Téra a la regió de Tillabéri. És a 175 km al nord-oest de la capital Niamey, propera a la frontera amb Burkina Faso.